# Börje Kullenberg
Einar Börje Kullenberg, född 11 maj 1906 i Uppåkra församling, Malmöhus län, död 2 december 1991 i Göteborgs Sankt Pauli församling, Göteborg, var en svensk fysiker och oceanograf.

## Biografi
Kullenberg disputerade för filosofie doktorsgraden vid Lunds universitet 1938 på avhandlingen The Stark Effect of Hydrogenic Fine-Structure: A Study Based on the Ionized Helium Line 4686. Efter att ha varit laborator vid oceanografiska institutet i Göteborg var han professor i oceanografi vid Göteborgs universitet 1956–1972. Genom konstruktionen av kolvlodet förbättrade han i hög grad tekniken för att från havsbotten ta upp sedimentkärnor. 
Kullenberg deltog bland annat i den svenska Albatrossexpeditionen 1947–1948 och i den danska Galatheaexpeditionen 1950–1952. Inför den förstnämnda hade han uppfunnit det så kallade kolvlodet. Han tilldelades Sixten Heymans pris 1947 och invaldes som ledamot i Vetenskapsakademien 1954.